# Charles Deudon
Charles-Henri Deudon (* 23. September 1832 in Le Cateau-Cambrésis; † 9. Mai 1914 in Nizza) war ein französischer Kunstsammler und Mäzen. Er gehörte zu den frühesten Förderern der Maler des Impressionismus. Nach seinem Tod verkauften seine Erben die Sammlung, deren Werke sich heute in verschiedenen Museen und Privatsammlungen befinden.

## Leben
Die Familie von Charles Deudon gehörte zur Pariser Oberschicht und verfügte über ein beträchtliches Vermögen. Seine aus Großbritannien stammende Mutter hatte Kohleminen und Bergarbeitersiedlungen in Wales geerbt. Die Männer der Familie Deudon ergriffen traditionell den Beruf eines Notars. Lediglich sein Vater, der ebenfalls Charles hieß, hatte eine berufliche Laufbahn beim Militär eingeschlagen.
Nach der schulischen Ausbildung studierte Charles Deudon Jura und schloss das Studium mit einem Doktorgrad (docteur en droit) ab. Es ist nicht bekannt, inwieweit er einen juristischen Beruf ausübte. Gelegentlich schrieb er Artikel für englische Zeitungen und führte, ermöglicht durch seine finanzielle Unabhängigkeit, ein dandyhaftes Leben. Er blieb lange Zeit unverheiratet und schloss sich dem elitären Cercle de la Rue Royal an. Diesem Herrenclub gehörten meist Bankiers und Adelige an, darunter Edmond de Polignac. Deudon lebte in den 1860er Jahren in der Pariser Rue Godot-de-Mauroy und unternahm mehrere Reisen. Die Sommermonate verbrachte er wiederholt im mondänen Seebad Trouville-sur-Mer oder im Schweizer Kurort St. Moritz. Während der Zeit der Pariser Kommune wohnte er auf seinem Landsitz in Saint-Clair-sur-l’Elle im Département Manche.
In den 1870er Jahren begann Deudon mit dem Aufbau einer Kunstsammlung. Wann und durch wen er erstmals die Malerei des Impressionismus kennen lernte, ist nicht bekannt. Deudon lebte von 1876 bis 1897 in der Rue de Turin Nr. 13 im Quartier de l’Europe. In unmittelbarer Nachbarschaft, in der Rue de Saint-Pétersbourg, wohnte der Maler Édouard Manet, den er möglicherweise in seinem Atelier besucht hat. Der Kunstkritiker Théodore Duret, ein Freund Manets, hat Deudon wahrscheinlich beim Aufbau seiner Sammlung beraten. Der älteste erhaltene Brief von Duret an Deudon datiert auf den 30. Oktober 1878, aber der erste Kontakt zwischen den beiden kann bereits früher entstanden sein. Im Jahr zuvor, am 21. November 1877 hatte Deudon sein erstes Gemälde von Claude Monet erworben. Wenige Monate später, am 17. Mai 1878, kaufte er beim Kunsthändler Paul Durand-Ruel ein Gemälde von Pierre-Auguste Renoir. Diese frühen Erwerbungen fanden zu einer Zeit statt, als die Maler des Impressionismus immer noch um ihre Anerkennung kämpften.
Um 1880 verkehrte Deudon im Restaurant Café Anglais, wo er mit zahlreichen Freunden zusammentraf, die seine Sammelleidenschaft teilten. Hierzu gehörte Gustave Dreyfus, ein Sammler von Werken der Renaissance sowie der Bankier Marcel Bernstein, Vater des Dramatikers Henri Bernstein und Sammler der Werke Manets. Weiterhin verband Deudon eine Freundschaft mit dem Bankier und späteren Kunsthistoriker Charles Ephrussi, der 1880 begonnen hatte ebenfalls eine Kunstsammlung mit Arbeiten der Impressionisten aufzubauen. Zu diesem Freundeskreis zählte darüber hinaus der Kunstkritiker Philippe Burty und die Schriftsteller George Moore, Stéphane Mallarmé und Joris-Karl Huysmans.
Ein weiterer Freund war Henri Cernuschi, der zusammen mit Duret Japan und China bereist hatte und dessen Sammlung asiatischer Kunst später den Grundstock der Pariser Musée Cernuschi bildete. Als 1883 in der Galerie von Georges Petit japanische Kunst zu sehen war, lieh Deudon hierzu Werke seiner Sammlung aus. Weitere Freunde standen im besonderen Bezug zu Pierre-Auguste Renoir. Dazu gehörte Paul Berard, ein Diplomat, der Renoir auf sein Schloss Wargemont einlud, um dort Familienangehörige zu porträtieren und durch den Deudon 1879 Renoir persönlich kennengelernt hatte. Hinzu kam der Bankier Louis Cahen d'Anvers, der seine Töchter von Renoir porträtieren ließ und die Salonnière Marguerite Charpentier, die mit ihrem Mann, dem Verleger Georges Charpentier, zu den Förderern Renoirs gehörten.
Zu seinem Bekanntenkreis gehörten bald ebenso die Maler Claude Monet und Camille Pissarro, deren Werke er ebenso kaufte wie jene von Manet. Nach dessen Tod gehörte Deudon dem Ausstellungskomitee für Manets Gedächtnisausstellung im Jahr 1884 an. Zudem war er mit den Malern Léon Bonnat und Pierre Puvis de Chavannes befreundet, ohne jedoch Werke von diesen Künstlern zu erwerben. Deudon kaufte Bilder der Impressionisten, als diese noch zu relativ geringen Preisen erhältlich waren. Seine Sammlung war insgesamt nicht sehr umfangreich, aber von entscheidender Bedeutung, da seinem Beispiel andere Sammler seiner Zeit folgten, wobei er wiederholt den Kontakt zwischen den Sammlern und den Künstlern herstellte. Als die Maler des Impressionismus nach und nach Anerkennung fanden, stellte Deudon seine Sammleraktivitäten ein.
Am 25. August 1894 heiratete er Marie Weber. Aus dieser Ehe gingen die beiden Söhne Charles und Paul hervor. Die Familie bezog eine große Villa am Boulevard Dubouchage Nr. 32 in Nizza. Zu seinem bisherigen Freundeskreis in Paris hatte er fortan kaum noch Kontakte. Für 189 ist ein Besuch von Pierre-Auguste Renoir bei Deudon in Nizza belegt. Deudon starb in seinem Haus am 1. Mai 1914. Nach seinem Tod wurde in Nizza eine Straße – die Rue Deudon – nach ihm benannt. Diese Ehrung erhielt er nicht für seine Bedeutung als früher Förderer der Maler des Impressionismus, sondern weil er als Mäzen ein Krankenhaus in Nizza finanziell unterstützt hatte.

## Deudon als Kunstsammler
Über den Kunstsammler Charles Deudon gab es lange Zeit wenige bekannte Informationen. Zwar erwähnte ihn bereits 1878 Théodore Duret als einen der frühen Sammler der Malerei des Impressionismus, aber bis auf kurze Einträge in den Werkverzeichnissen der Künstler, gab es danach kaum Hinweise zum Leben von Deudon und die Entstehung und den Umfang seiner Sammlung. Erst 1989 veröffentlichte die Kunsthistorikerin Anne Distel einen ersten Aufsatz über Deudon, bei dem sie auf den bis dahin unveröffentlichten Schriftwechsel zwischen Deudon und Malern wie Claude Monet, Pierre-Auguste Renoir und Camille Pissarro aus dem Familienarchiv Deudon zurückgreifen konnte.
Der früheste belegte Erwerb eines Kunstwerkes durch Deudon datiert auf das Jahr 1875, als er für 800 Franc bei einem Kunsthändler in der Rue Le Peletier, einem Zentrum des Pariser Kunsthandels, das Gemälde Landschaft mit Mühle erwarb, dass seinerzeit dem niederländischen Barockmaler Meindert Hobbema zugeschrieben wurde. Das erste nachgewiesene Bild eines impressionistischen Malers war Claude Monets Landschaftsbild Argenteuil, dass er 1877 für lediglich 200 Franc erwarb, jedoch später gegen ein anderes Bild eintauschte. In der Folgezeit kamen weiteren Bilder Monets in seinen Besitz. Dazu gehörten Intérieur, Après dîner von 1868 bis 1869 (National Gallery of Art), Mühlen in Westzijderveld von 1871 (Privatsammlung), Argenteuil vu du petit-bras de la Seine von 1872 (Privatsammlung), Der Bahnhof Saint-Lazare, Ankunft eines Zuges von 1877 (Fogg Art Museum), Blumen am Ufer der Seine bei Argenteuil von 1877 (Pola Museum of Art) und La Route de la Roche-Guyon von 1880 (Privatsammlung).

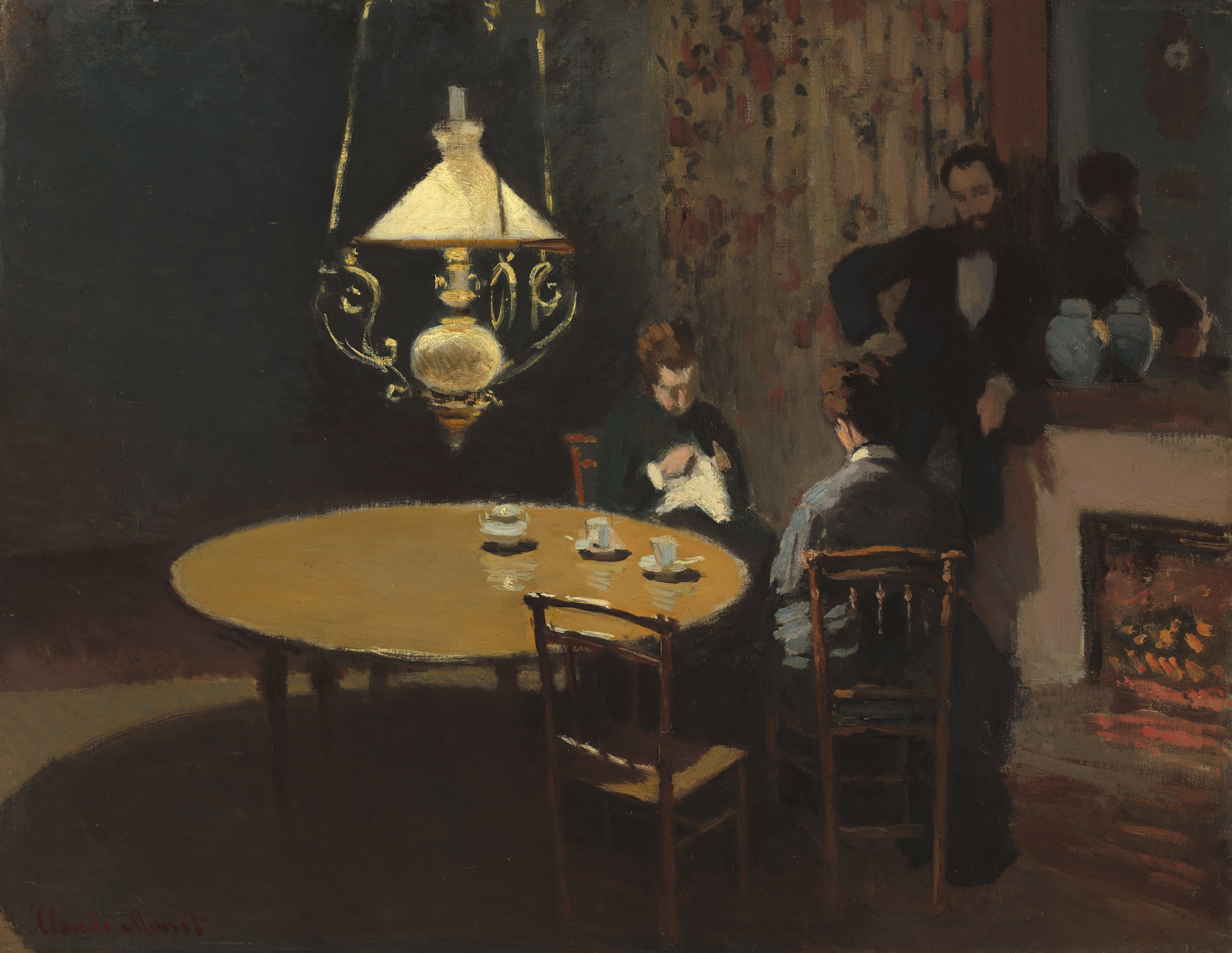
Claude Monet: Intérieur, Après dîner
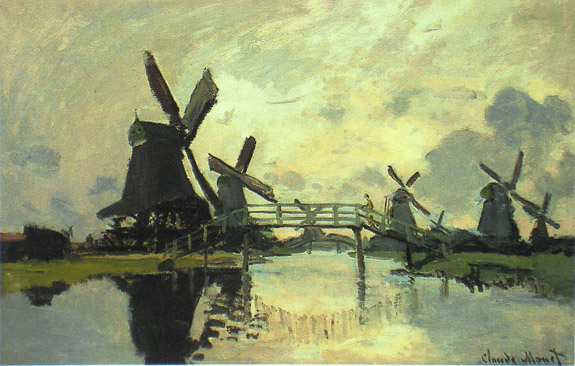
Claude Monet: Mühlen in Westzijderveld
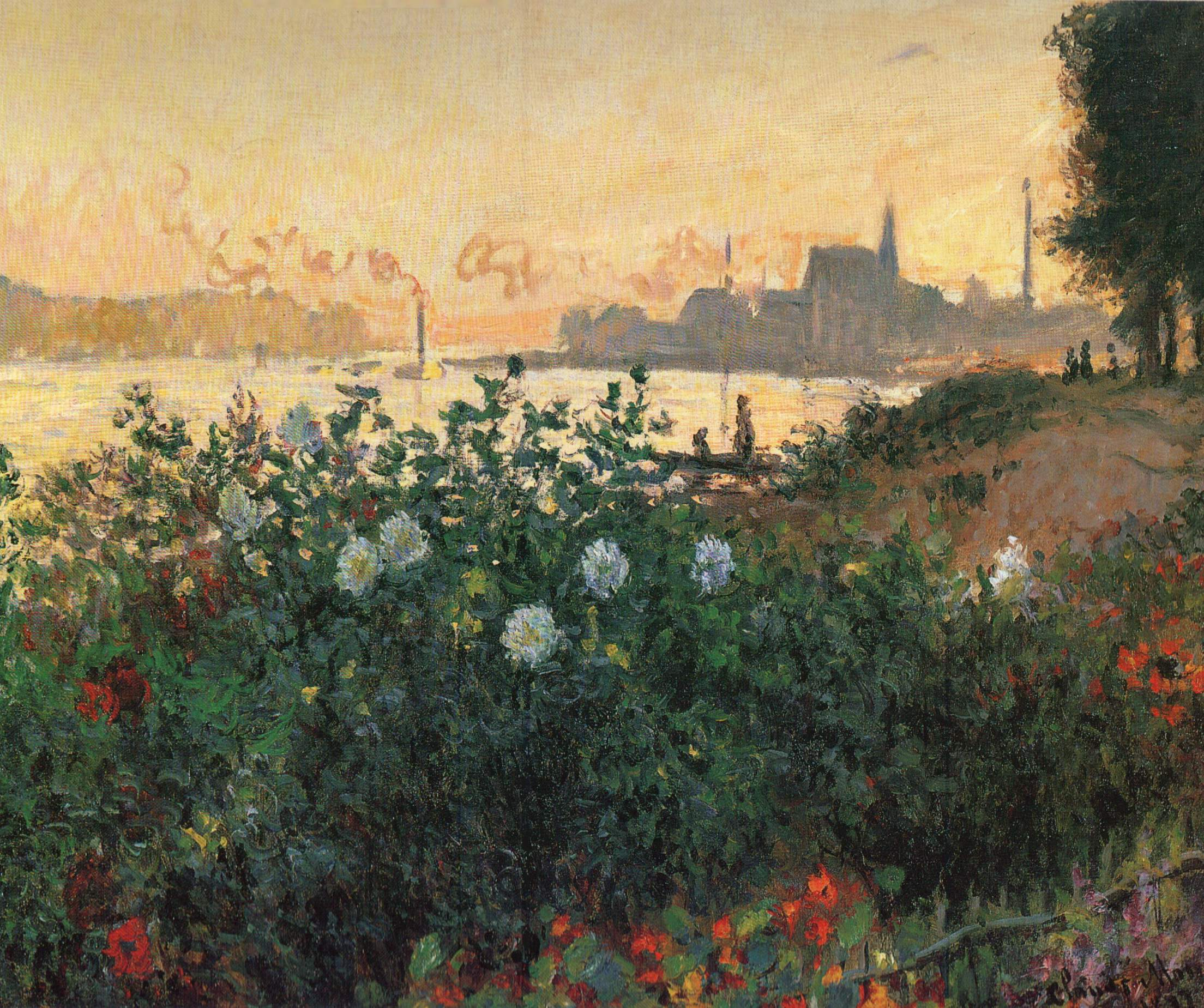
Claude Monet: Blumen am Ufer der Seine bei Argenteuil
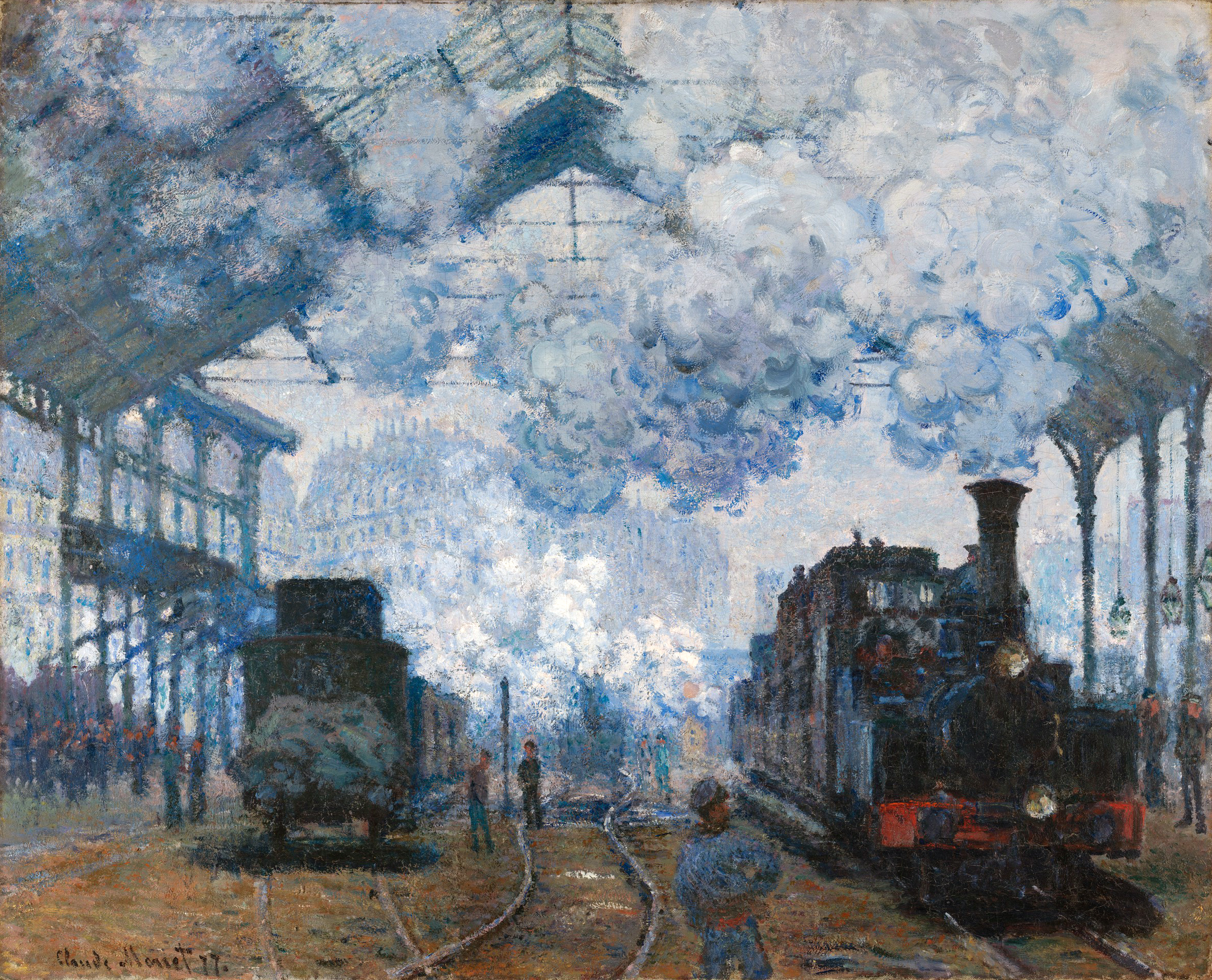
Claude Monet: Der Bahnhof Saint-Lazare, Ankunft eines Zuges
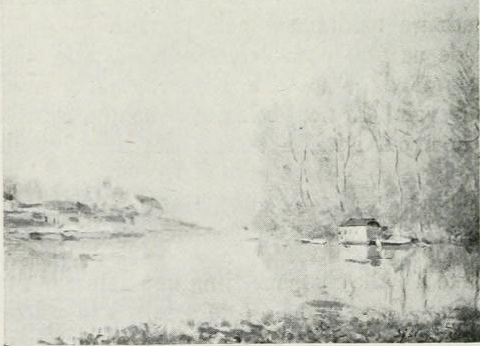
Alfred Sisley: Port-Marly/La Maschine de Marly

Zu den frühen Erwerbungen in der Sammlung gehörte Die Tänzerin von Pierre-Auguste Renoir (National Gallery of Art), die Deudon 1878 beim Kunsthändler Paul Durand-Ruel erstand. Es folgten einige weitere Bilder des Malers wie Die Nachdenkliche (Virginia Museum of Fine Arts), Junge Frau beim Nähen (Art Institute of Chicago), Portrait de femme lisant (Privatsammlung), Les Rosiers de Wargemont (Privatsammlung), Bouquet devant une glace (Privatsammlung) und Tête de soubrette (verbleib unbekannt). 1881 kaufte Deudon das erste Bild von Manet. Für 3.500 Franc kam das Gemälde Die Pflaume (National Gallery of Art) in seinen Besitz. Bei Manets Nachlassversteigerung 1984 erwarb er dessen Gemälde Berthe Morisot mit Schleier (Musée du Petit Palais, Genf) für 240 Franc und das Pastell Auf der Bank (Pola Museum of Art) für 1250 Franc. Das bei dieser Gelegenheit ebenfalls für 400 Franc angebotene Gemälde Marine, temps d’orage (Nationalmuseum für westliche Kunst, Tokio) kaufte er später von der Witwe des Künstlers. Darüber hinaus besaß Deudon das Gemälde Port-Marly/La Maschine de Marly (Verbleib unbekannt) von Alfred Sisley und ein nicht genau zu bestimmendes Bild von Camille Pissarro. Auffällig ist, dass in der Sammlung Werke von Edgar Degas oder Paul Cézanne fehlten.

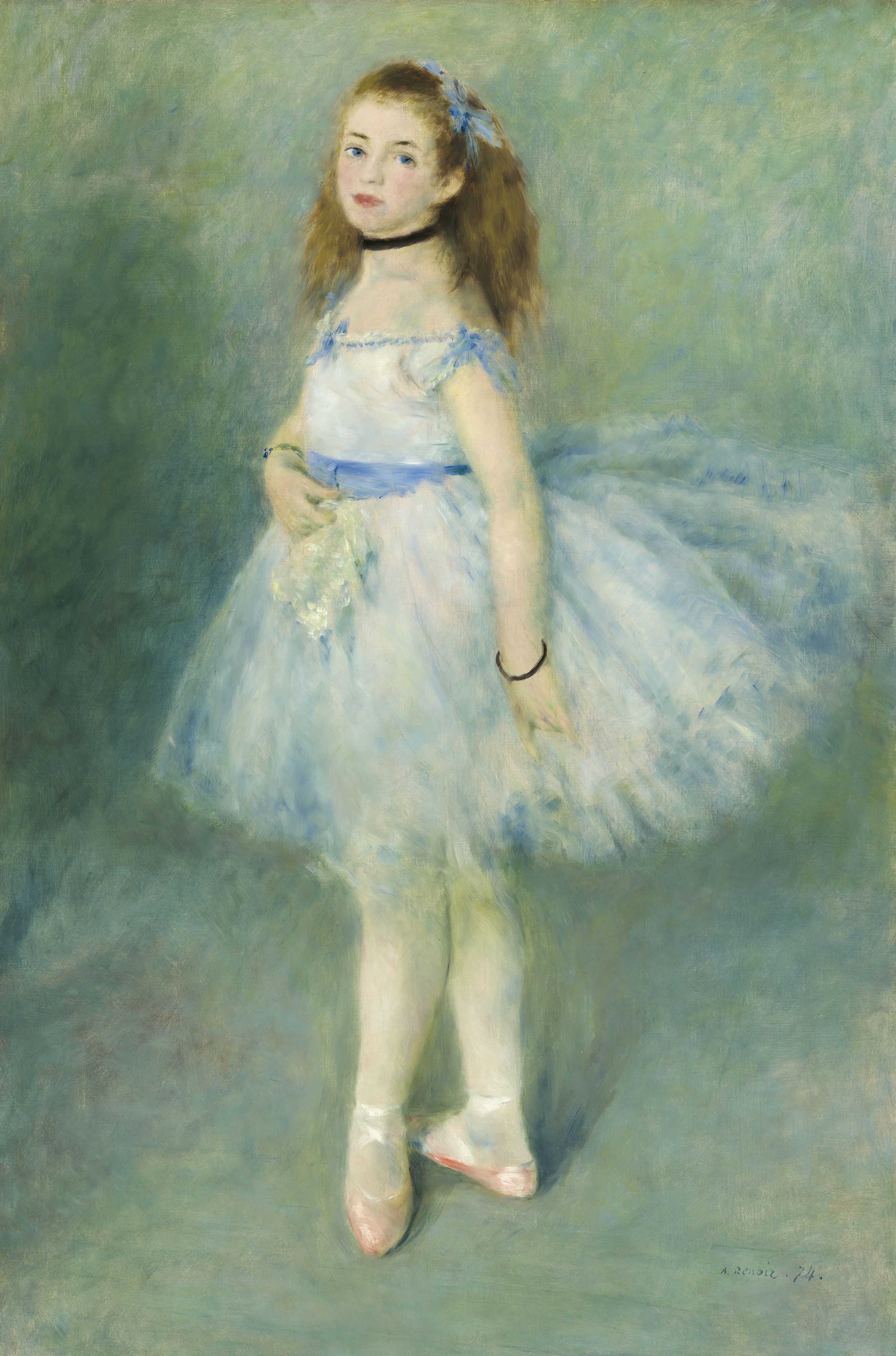
Pierre-Auguste Renoir: Tänzerin
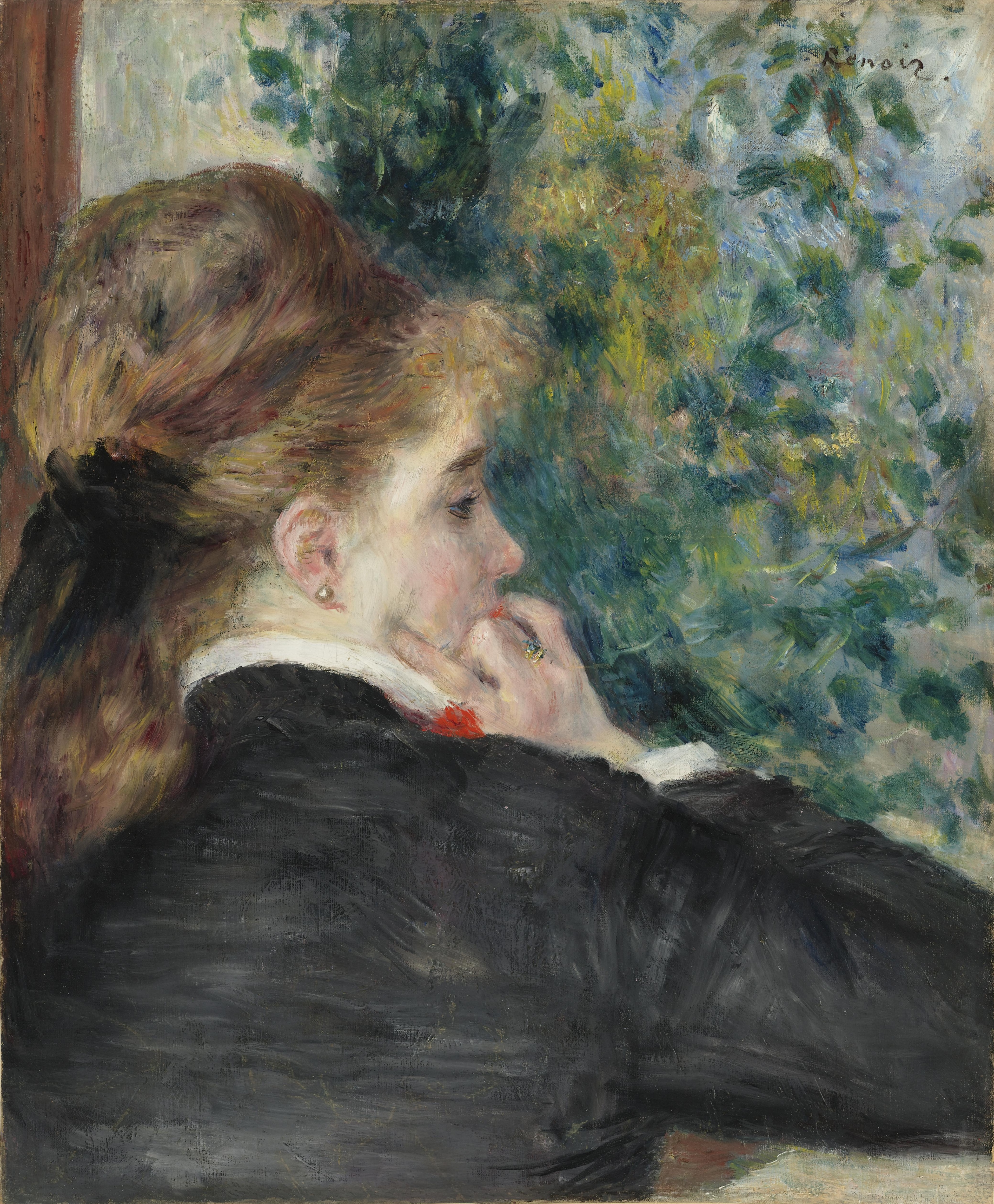
Pierre-Auguste Renoir: Die Nachdenkliche
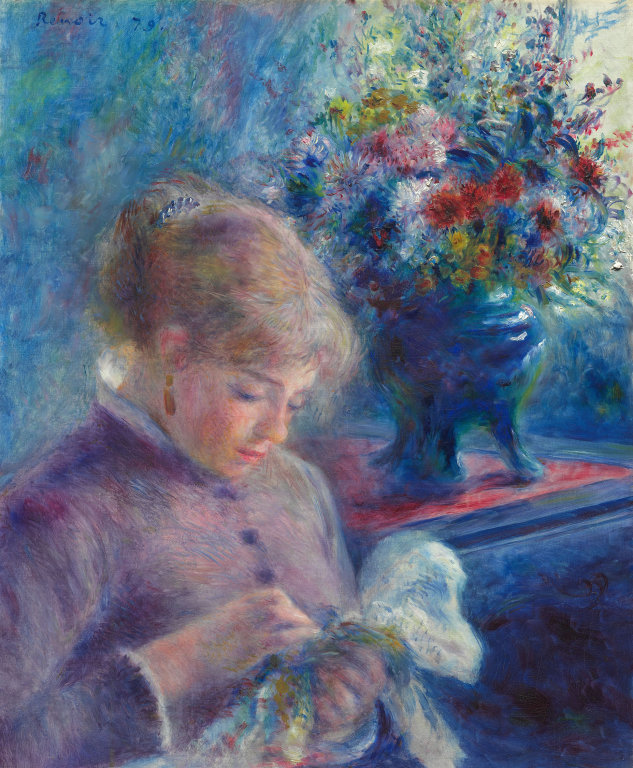
Pierre-Auguste Renoir: Junge Frau beim Nähen
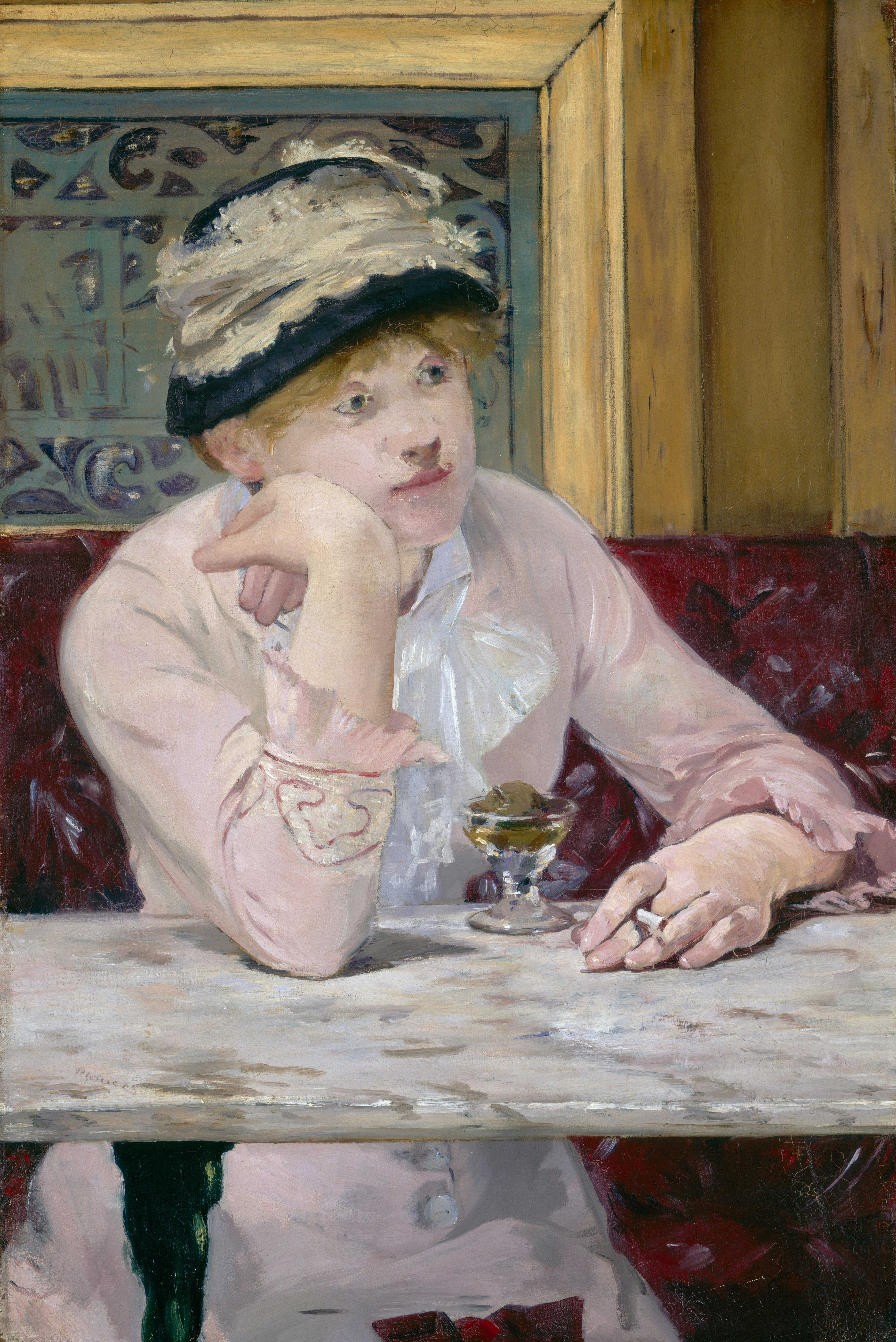
Édouard Manet: Die Pflaume
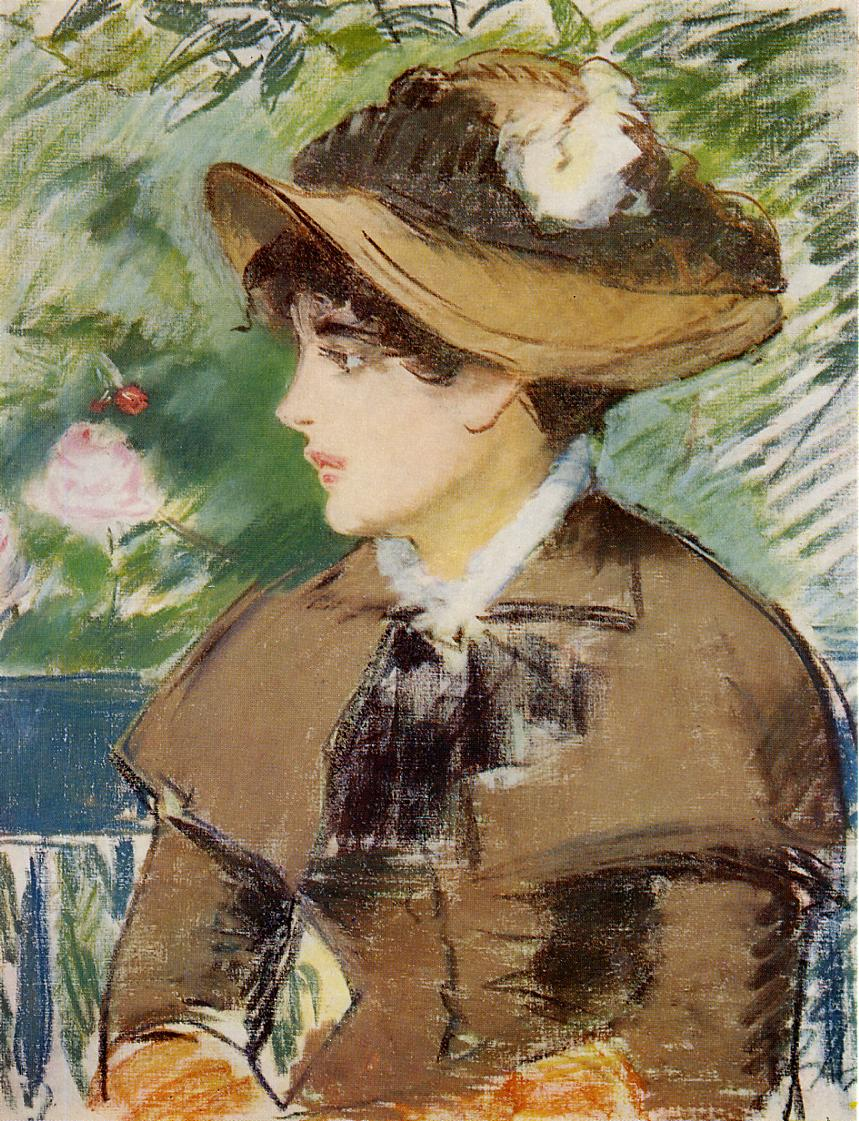
Édouard Manet: Auf der Bank

Als sich gegen Ende der 1890er Jahre immer mehr Sammler für Werke des Impressionismus interessierten und die Preise entsprechend stiegen, hielt der Kunsthändler Durand-Ruel Ausschau nach verfügbaren Gemälden, die er Jahre zuvor zu moderaten Preisen an Kunstinteressierte verkauft hatte. So bat er im Februar 1899 den Maler Renoir, der sich häufig in Südfrankreich aufhielt, bei Deudon nach dessen Sammlung umzusehen. Deudon zeigte sich zwar an dem gestiegenen Wert seiner Sammlung interessiert, verkauft jedoch keines seiner Bilder. Mehr Erfolg hatte Durand-Ruel bei Deudons Cousin Eugène Deudon. Diesem hatte Charles Deudon einige wenige Bilder überlassen, die nun den Weg zurück in den Pariser Kunsthandel fanden. Hierzu gehörte das Pastell Auf der Bank von Édouard Manet, das Gemälde Tänzerin von Renoir und das Bild Intérieur, Après dîner von Claude Monet. Neben Durand-Ruel interessierte sich auch die Kunsthandlung Bernheim-Jeune für die Sammlung Deudon. Die Bernheims boten allein 100.000 Franc für Manets Gemälde Die Pflaume, die Deudon für 3500 Franc erworben hatte. Aber auch dieses Angebot ignorierte Deudon und behielt seine Sammlung bis an sein Lebensende. Nach seinem Tod 1919 verkauften seine Erben die Sammlung an den Kunsthändler Paul Rosenberg, der sie im Mai und Juni 1922 ausstellte.